# Tomás Bilbao
Tomás Bilbao Hospitalet (Bilbao, 18 de septiembre de 1890 - Ciudad de México, 16 de marzo de 1954) fue un arquitecto y político español, de ideología nacionalista vasca y miembro fundador de Acción Nacionalista Vasca.
Destacado arquitecto, fue teniente de alcalde de Bilbao durante la Segunda República, al ser elegido en las listas de la conjunción republicano-socialista, de la que ANV formaba parte, en abril de 1931. El 17 de agosto de 1938 sustituyó al dimitido Manuel de Irujo del Partido Nacionalista Vasco (PNV) como ministro sin cartera en el Gobierno de la República, presidido por el socialista Negrín. Permaneció en el Gobierno hasta el final de la Guerra Civil cuando partió al exilio, primero en Francia y más tarde en México donde murió en 1954.
El escritor Jon Juaristi es sobrino nieto de Tomás Bilbao. La arquitecta mexicana Tatiana Bilbao es nieta de Tomás Bilbao.

## Obras

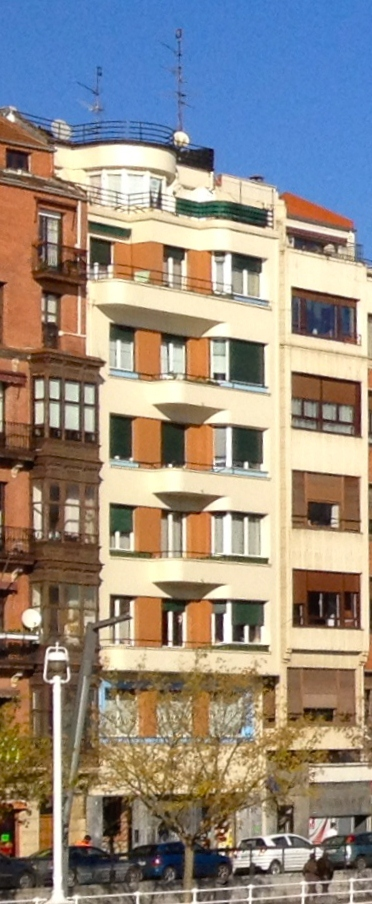
Fachada del número 6 de la calle Ripa, en Bilbao.

- c/ Ercilla, 20, Bilbao (edificio de viviendas) (1918) - estilo neobarroco regionalista[5]
- c/ Elcano, 8, Bilbao (edificio de viviendas) (1926)
- c/ Ercilla, 16, Bilbao (edificio de viviendas) (1928) - estilo arte déco
- c/ Ripa, 6, Bilbao, «casa para Cesáreo Aguirre» (edificio de viviendas) (1931)[6] estilo racionalista
- c/ Epalza, 6, Bilbao (edificio de viviendas) (1932)